# Canton de Levens
Le canton de Levens est une ancienne division administrative française, située dans le département des Alpes-Maritimes et la région Provence-Alpes-Côte d'Azur.

## Histoire
Le canton est créé pour la première fois après la constitution du premier département des Alpes-Maritimes en 1793. Le 28 mars 1793, les commissaires Grégoire et Jagot nommés par la Convention nationale définissent en effet l'organisation du département en vingt cantons dont celui de Levens qu'ils rattachent au district de Nice,. Il est alors composé des communes de Levens, Saint-Blaise, La Roquette-Saint-Martin, Duranus.
Il disparait par l'arrêté du 17 frimaire an X (8 décembre 1801) qui le rattache au canton d'Aspremont.
Le canton est recréé après l'annexion du comté de Nice à la France en 1860 et la création du second département des Alpes-Maritimes, par le décret impérial du 24 octobre 1860. Il est constitué des mêmes communes qu'en 1793 auxquelles sont ajoutées les communes de Tourrette et Aspremont.
Il disparait avec le redécoupage cantonal de 2014, entré en vigueur le 22 mars 2015, qui rattache toutes ses communes à un nouveau canton : celui de Tourrette-Levens.

## Composition
Le canton de Levens était composé des communes de :
| Nom                 | Code Insee | Intercommunalité           | Population (dernière pop. légale) |
| ------------------- | ---------- | -------------------------- | --------------------------------- |
| Levens (chef-lieu)  | 06075      | Métropole Nice Côte d'Azur | 4 779 (2014)                      |
| Aspremont           | 06006      | Métropole Nice Côte d'Azur | 2 146 (2014)                      |
| Castagniers         | 06034      | Métropole Nice Côte d'Azur | 1 561 (2014)                      |
| Colomars            | 06046      | Métropole Nice Côte d'Azur | 3 325 (2014)                      |
| Duranus             | 06055      | Métropole Nice Côte d'Azur | 139 (2014)                        |
| La Roquette-sur-Var | 06109      | Métropole Nice Côte d'Azur | 890 (2014)                        |
| Saint-Blaise        | 06117      | Métropole Nice Côte d'Azur | 1 005 (2014)                      |
| Saint-Martin-du-Var | 06126      | Métropole Nice Côte d'Azur | 2 776 (2014)                      |
| Tourrette-Levens    | 06147      | Métropole Nice Côte d'Azur | 4 836 (2014)                      |

## Représentation

### conseillers généraux de 1861 à 2015
| Période                        | Identité                    | Parti                    | Qualité |
| ------------------------------ | --------------------------- | ------------------------ | --- |
| 1861-1882 (décès)              | François Malausséna         | Républicain              | Avocat - Député (1868-1871) Président du Conseil Général (1874-1882) Maire de Nice (1857-1870)                        |
| 1882-1898                      | Arthur Malausséna           | Républicain              | Député (1892-1893) |
| 1898-1903 (décès)              | Léon Sauvan                 | Républicain progressiste | Avoué Maire de Levens (1896-1903)                                                                                     |
| 1903-1922 (décès)              | Honoré Sauvan               | Républicain              | Propriétaire Maire de Nice (1896-1912 et 1919-1922) Sénateur (1903-1922)                                              |
| 1922-1934                      | Edouard Baudoin (1868-1939) | RG                       | Directeur du Palais de la Méditerranée Maire de Saint-Martin-du-Var (1906-1908 et 1919-1932)                          |
| 1934-1941 (démission d'office) | Joseph Raybaud              | RG                       | Agriculteur Maire de Levens (1929-1941 et 1944-1991) Sénateur (1955-1989) Révoqué par le Gouvernement de Vichy        |
|                                |                             |                          | |
| 1943-1945                      | Auguste Esmiol (1876-1960)  |                          | Militaire Président de la délégation spéciale de Levens Nommé conseiller départemental en 1943                        |
|                                |                             |                          | |
| 1945-1991 (décès)              | Joseph Raybaud              | RGR puis UDF-Rad.        | Maire de Levens Sénateur Président du Conseil général (1964-1967)                                                     |
| 1991-2015                      | Alain Frère                 | RPR puis UMP             | Médecin Maire de Tourrette-Levens Vice-président du Conseil général Député suppléant de Christian Estrosi (2012-2017) |

### Conseillers d'arrondissement (de 1861 à 1940)
| Période    | Période | Identité             | Étiquette | Qualité |
| ---------- | ------- | -------------------- | --------- | --- |
| 1861       |         | Paul Laurenti        |           | |
| avant 1869 | 1871    | Edouard Massiera     |           | Docteur-médecin, maire de Tourrette, propriétaire à Nice                                                    |
| 1871       | 1901    | Lucien Barriera      |           | Avocat |
| 1901       | 1913    | Auguste Gasiglia     |           | Médecin, maire d'Aspremont                                                                                  |
| 1913       | 1925    | Charles Baud         |           | Sous-ingénieur des Ponts et Chaussées à Villefranche-sur-Mer                                                |
| 1925       | 1940    | Félix-Auguste Garrel |           | Maire de Colomars                                                                                           |
| 1940       |         |                      |           | Les conseils d'arrondissement ont été suspendus par la loi du 12 octobre 1940 et n'ont jamais été réactivés |

## Démographie
| 1962  | 1968  | 1975  | 1982   | 1990   | 1999   | 2006   | 2011   | 2012   |
| ----- | ----- | ----- | ------ | ------ | ------ | ------ | ------ | ------ |
| 6 965 | 8 471 | 9 155 | 11 294 | 14 441 | 17 969 | 20 236 | 21 213 | 21 321 |